# Luke Halpin
Pour les articles homonymes, voir Halpin.
Luke Halpin est un acteur américain, né le 4 avril 1947 dans l'arrondissement de Queens (New York).
Il se fait connaître grâce au rôle de Sandy Ricks dans le film Flipper (1963) et surtout dans la série télévisée Flipper le dauphin (Flipper, 1964-1967), ainsi que le reboot Les Nouvelles Aventures de Flipper le dauphin (Flipper's New Adventure, 1964).

## Biographie

### Jeunesse
Luke Austin Halpin naît dans le quartier d'Astoria dans l'arrondissement de Queens, à New York. Ses parents sont Eugene A. Halpin et Helen Joan Halpin (née Szczepanski). Son père est originaire d'Irlande et d'Allemagne, et ses grands-parents maternels sont polonais. Il grandit à Long Island City (New York), avec son grand frère, Eugene Jr, et, sa grande sœur, Joan.
Autour des années 1950, son professeur de musique le remarque, impressionné par son style All American, et l'encourage à agir dans le métier artistique.

### Carrière
En 1955, Luke Halpin commence sa carrière d'acteur à la télévision, dans un épisode de la série Studio One, aux côtés de Natalie Wood. Il apparaît dans de nombreuses séries, telles qu'entre autres, Armstrong Circle Theatre, Les Accusés, Naked City, East Side/West Side.

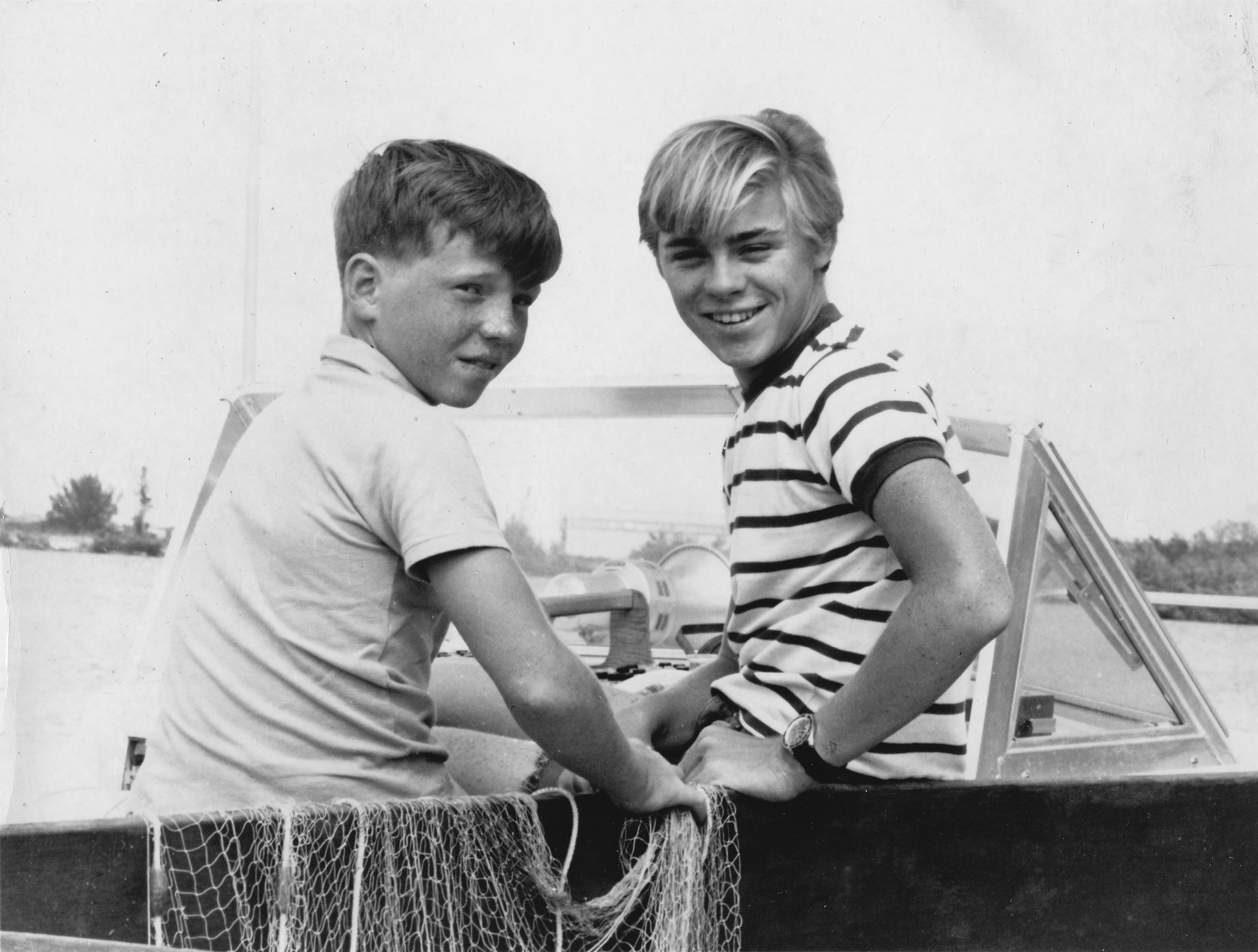
Tommy Norden et Luke Halpin, en 1965.

En 1963, à 15 ans, il obtient le rôle de Sandy Ricks pour le long métrage Flipper de James B. Clark, avec Chuck Connors qui interprète son père Porter Ricks. Il reprendra ce rôle pour la série télévisée Flipper le dauphin (Flipper), créée par Ricou Browning et Jack Cowden pour la chaîne NBC, aux côtés de Tommy Norden dans le rôle de son petit frère, Bud Ricks, et Brian Kelly, en Porter Ricks. La série s'arrête en 1967.

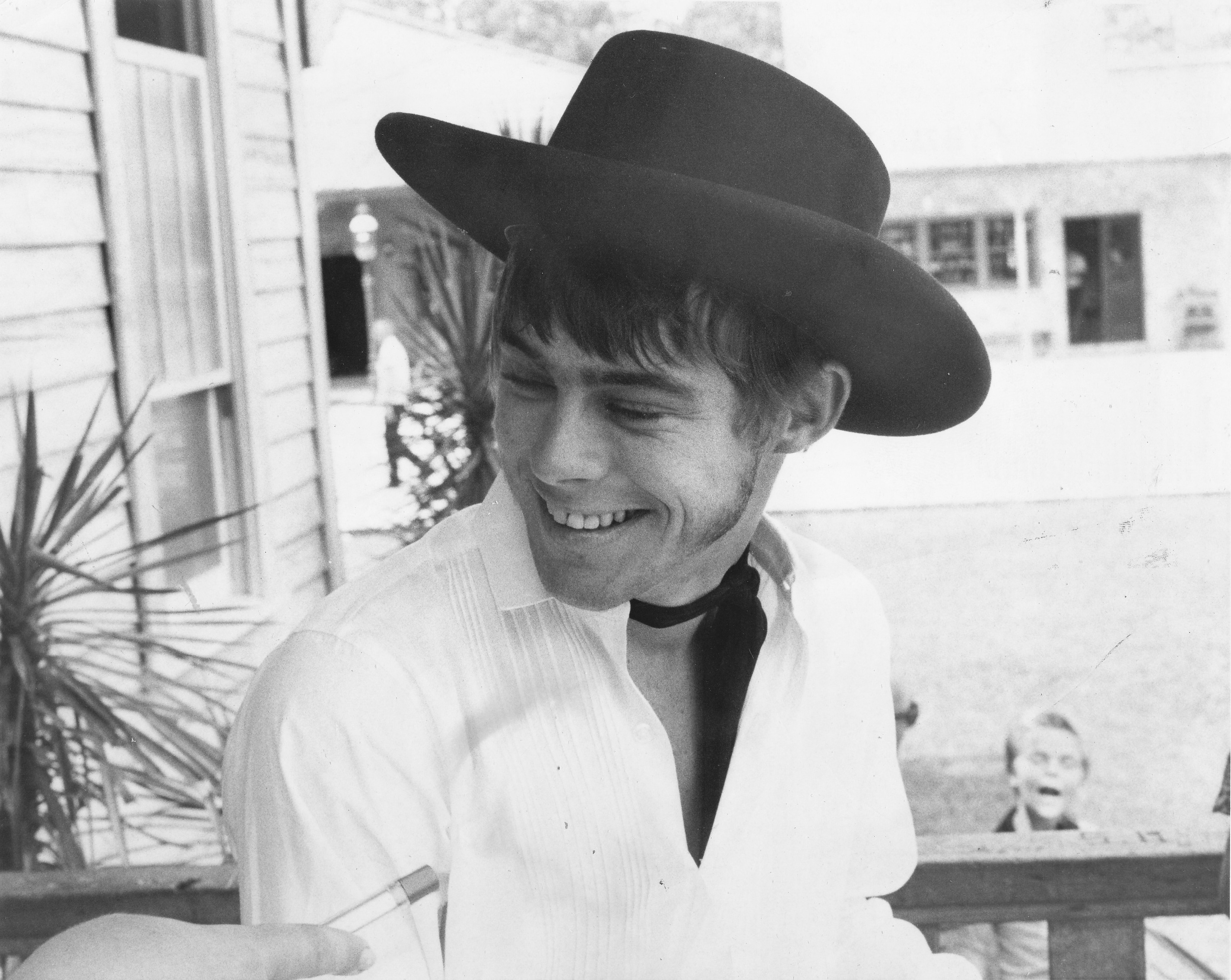
Luke Halpin, en 1967.

En 1967, il se poursuit dans un seul épisode par série, sans succès. Il apparaît également pour différents rôles mineurs dans des films tels que Mardi, c’est donc la Belgique (If It’s Tuesday, This Must Be Belgium) de Mel Stuart (1969), Les Mâchoires infernales (Mako: The Jaws of Death) de William Grefé (1976), Le Commando des morts-vivants (Shock Waves) de Ken Wiederhorn (1977), L'Infernale Poursuite (Mr. No Legs) de Ricou Browning (1978), Hot Stuff de Dom DeLuise (1979), Appels au meurtre (Eyes of a Stranger) de Ken Wiederhorn (1981), Nobody's Perfekt de Peter Bonerz (1981), Les Super-flics de Miami (Miami Supercops) de Bruno Corbucci (1985), Aladdin (Superfantagenio) de Bruno Corbucci (1986), Panic sur Florida Beach (Matinee) de Joe Dante (1993) et Flipper (Matinee) d'Alan Shapiro (1996), où il fait une petite apparition en pêcheur récompensé.

### Vie privée
Le 25 janvier 1971, il épouse Patricia Warren Ott. Ils divorcent[Quand ?]. Il est remarié à Judy Suzanne Meyer, le 19 novembre 1977, avec qui il a deux enfants, avant de divorcer le 15 octobre 1987. En troisièmes noces, il épouse Deborah Jane Durrell, le 1er août 1991, avec qui il a un enfant.

## Filmographie

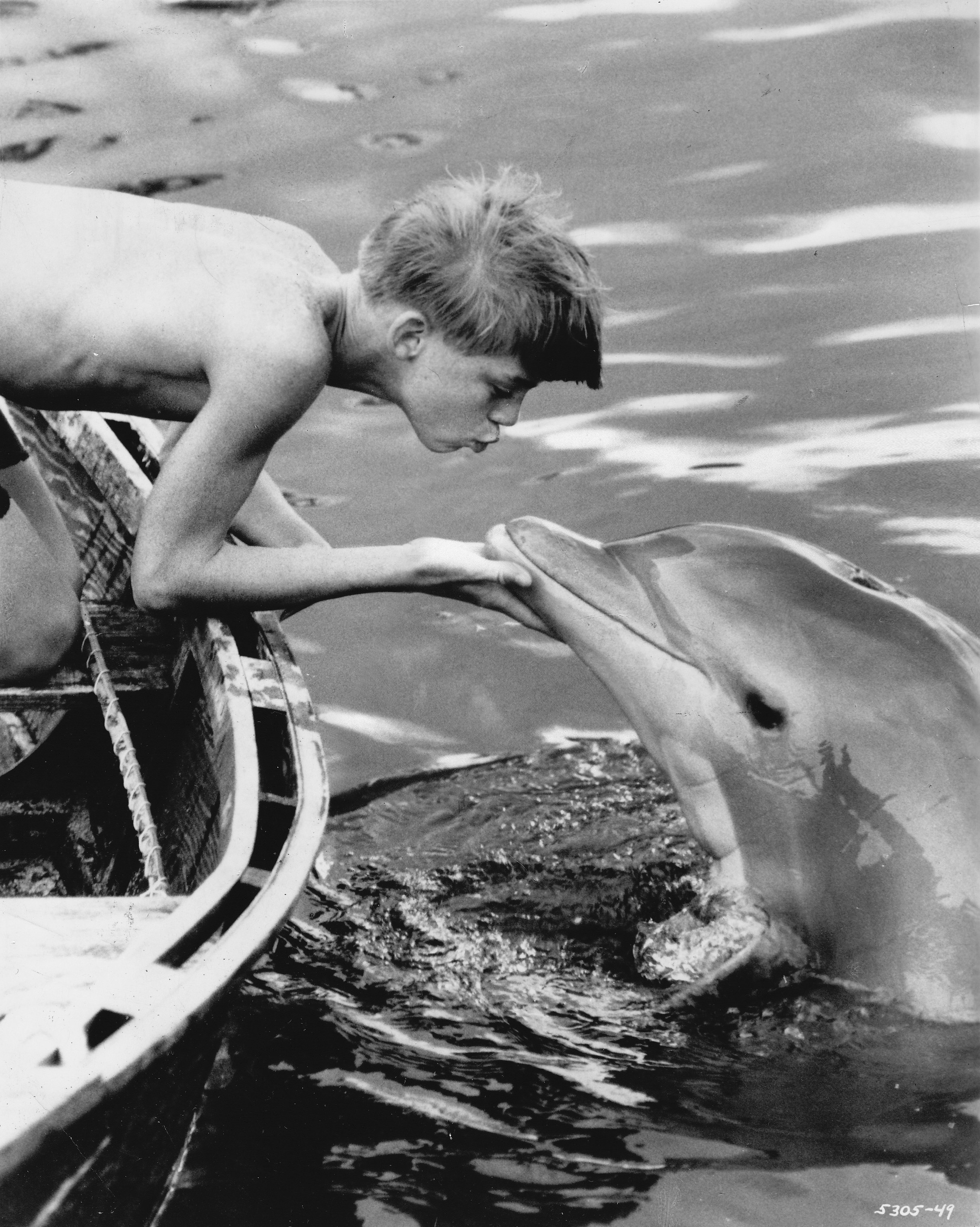
Luke Halpin dans Flipper (1963).

### Cinéma

#### Longs métrages
- 1957 : La Rue des pécheresses (Street of Sinners) de William Berke (non crédité)
- 1963 : Flipper de James B. Clark : Sandy Ricks
- 1969 : Mardi, c’est donc la Belgique (If It’s Tuesday, This Must Be Belgium) de Mel Stuart : Bo
- 1976 : Les Mâchoires infernales (Mako: The Jaws of Death) de William Grefé : le patrouilleur en troisième
- 1977 : Le Commando des morts-vivants (Shock Waves) de Ken Wiederhorn : Keith
- 1978 : L'Infernale Poursuite (Mr. No Legs) de Ricou Browning : Ken Wilson
- 1979 : Hot Stuff de Dom DeLuise : un homme du braquage
- 1981 : Appels au meurtre (Eyes of a Stranger) de Ken Wiederhorn : l'éditeur d'enregistrement
- 1981 : Nobody's Perfekt de Peter Bonerz : le matelot
- 1985 : Les Super-flics de Miami (Miami Supercops) de Bruno Corbucci : le chef des voleurs dans le bus
- 1986 : Aladdin (Superfantagenio) de Bruno Corbucci : l'entraîneur du basket-ball (non crédité)
- 1993 : Panic sur Florida Beach (Matinee) de Joe Dante : l'homme dans la foule
- 1996 : Flipper (Matinee) d'Alan Shapiro : le pêcheur récompensé

### Télévision

#### Téléfilms
- 1957 : Annie Get Your Gun de Vincent J. Donehue : le petit Jake Oakley
- 1958 : Hans Brinker and the Silver Skates de Sidney Lumet et George Schaefer : un garçon
- 1960 : Peter Pan de Vincent J. Donehue : le second jumeau
- 1980 : The Ordeal of Dr. Mudd de Paul Wendkos : Herrold
- 1980 : Angel City de Philip Leacock : le pompiste

#### Séries télévisées
- 1955 : Studio One : Brucie Potter (saison 8, épisode 14 : Miracle at Potter's Farm)
- 1956 : Studio One : Johnny (saison 8, épisode 20 : My Son Johnny)
- 1956 : Studio One (saison 9, épisode 11 : A Christmas Surprise)
- 1957 : Studio One : Donald (saison 9, épisode 22 : A Child Is Waiting)
- 1957 : Studio One : Frank Clarke (saison 9, épisode 39 : A Matter of Guilt)
- 1958 : Harbormaster : Peter Nelson (saison 1, épisode 14 : Pirate's Curse)
- 1958 : Young Dr. Malone : Pete Ferris
- 1960 : The Robert Herridge Theater : Daniel (saison 1, épisode 1 : A Trip to Czardis)
- 1960 : The Robert Herridge Theater : Arnold (saison 1, épisode 10 : The Stone Boy)
- 1961 : Play of the Week : le garçon (2 épisodes)
- 1961 : Route 66 : Bobby Krassek (saison 1, épisode 29 : Welcome to Amity)
- 1961 : Armstrong Circle Theatre : le garçon (2 épisodes)
- 1962 : Les Accusés (The Defenders) : Paul Haber (saison 1, épisode 26 : The Tarnished Cross)
- 1962 : The Everglades : Cappy Royal (saison 1, épisode 25 : Curtains for Kocomo)
- 1962 : Naked City : un gosse (saison 4, épisode 10 : A Horse Has a Big Head - Let Him Worry!)
- 1963 : East Side/West Side : un adolescent dans la rue (saison 1, épisode 6 : No Wings at All)
- 1964-1967 : Flipper le dauphin (Flipper) : Sandy Ricks (88 épisodes)
- 1964 : Les Nouvelles Aventures de Flipper le dauphin (Flipper's New Adventure) : Sandy Ricks
- 1967 : Off to See the Wizard : Stu MacRae (saison 1, épisode 10 : Island of the Lost: Part 1)
- 1968 : Judd for the Defense : Kenny Carter (saison 1, épisode 25 : The Worst of Both Worlds)
- 1968 : Les Aventuriers du Far West (Death Valley Days) : Sandy King (saison 17, épisode 6 : A Mule... Like the Army's Mule)
- 1969 : Bracken's World : Ben Cabot Jr. (saison 1, épisode 9 : All the Beautiful Young Girls)
- 1972 : Primus : Greg (saison 1, épisode 16 : Death Tide)
- 1974 : Salty : Shaw (saison 1, épisode 9 : Hostage)
- 1975 : Caribe : Eric Bates (saison 1, épisode 8 : School for Killers)
- 1986 : Deux flics à Miami (Miami Vice) : l'inspecteur Frankel (saison 3, épisode 11 : Forgive Us Our Debts)
- 1993 : Detective Extralarge : John (saison 2, épisode 3 : Pioggia di diamanti)
- 1993 : Key West : Chuck le crocodile (saison 1, épisode 11 : Compadres)
- 2001 : On the Road Again : le matelot (saison 1, épisode 10 : A Pirate Looks at 15 to 20)

### Documentation
- (en) « The Luke Halpin Gallery », sur cpps90.com.